# ديفيد تي هاردي
ديفيد تي هاردي (بالإنجليزية: David T. Hardy)‏ هو مصور سينمائي ومحامي أمريكي، ولد في 25 فبراير 1951.